# 孔栋
孔栋（1948年—），汉族，中华人民共和国政治人物、第十一届全国政协委员。

## 生平
父亲为中国共产党高官孔原，1977年毕业于江西工业大学，加入中国共产党，担任中国航空集团有限公司党组书记、副总经理。2008年，当选第十一届全国政协委员，代表经济界，分入第三十六组。2012年4月担任中国电信外部董事和神华集团外部董事。